# Миклош Удварди
Миклош Удварди (на унг.: Miklos Dezso Ferenc Udvardy) е унгарски биолог, орнитолог и биогеограф.

## Научни трудове
В своята кариера Удварди публикува 191 статии, 8 книги и 3 карти, предимно в областта на орнитологията, биогеографията и класификация на растителните съобщества.
Сред известните му трудове са:
- Dynamic zoogeography with special reference to land animals. N. Y.: Van Nostrand Reinhold, 1969. – xviii, 455 p.
- A classification of the biogeographical provinces of the world. IUCN Occasional Paper no. 18. Morges, Switzerland. 1975 (pdf Архив на оригинала от 2011-08-11 в Wayback Machine.)
- The riddle of dispersal: dispersal theories and how they affect vicariance biogeography // Vicariance biogeography: a critique / eds G. Nelson., D.E. Rosen. N. Y.: Columbia Univ. Press, 1981. P. 6–29.
- The IUCN/UNESCO system of biogeographic provinces in relation to the biosphere reserves // 1st Intern. Biosphere Reserve Congr., Minsk, 26 Sept. – 2 Oct., 1983. Paris, 1984. Vol. 1. P. 16–19.